# Карачуново (Московская область)
Карачуново — деревня в Талдомском районе Московской области России. Входит в состав городского поселения Талдом. Население — 70 чел. (2010).

## География
Расположена в центральной части района, примерно в 3 км к северу от центра города Талдома. Ближайшие населённые пункты — деревни Ахтимнеево, Костино и Сотское. Связана автобусным сообщением с районным центром и городом Кимры Тверской области.

## Население
| 1859 | 1888 | 1926 | 2002 | 2006 | 2010 |
| ---- | ---- | ---- | ---- | ---- | ---- |
| 274  | ↗283 | ↗335 | ↘73  | →73  | ↘70  |

## История
В «Списке населённых мест» 1862 года Карачуново — владельческая деревня 2-го стана Калязинского уезда Тверской губернии по Дмитровскому тракту, при колодце, в 63 верстах от уездного города, с 42 дворами и 274 жителями (123 мужчины, 151 женщина).
По данным 1888 года входила в состав Талдомской волости Калязинского уезда, проживало 283 человека (136 мужчин, 147 женщин).
По материалам Всесоюзной переписи населения 1926 года — деревня Сотсковского сельсовета Ленинской волости Ленинского уезда Московской губернии, проживало 335 жителей (161 мужчина, 174 женщины), насчитывалось 89 хозяйств, среди которых 66 крестьянских.
С 1929 года — населённый пункт в составе Ленинского района Московского округа Московской области. Постановлением ЦИК и СНК от 23 июля 1930 года округа как административно-территориальные единицы были ликвидированы.
1929—1930 гг. — деревня Сотсковского сельсовета Ленинского района.
1930—1963 гг. — деревня Сотсковского сельсовета Талдомского района.
1963—1965 гг. — деревня Сотсковского сельсовета Дмитровского укрупнённого сельского района.
1965—1992 гг. — деревня Сотсковского сельсовета Талдомского района.
1992—1994 гг. — деревня Ахтимнеевского сельсовета Талдомского района.
В 1994 году Московской областной думой было утверждено положение о местном самоуправлении в Московской области, сельские советы как административно-территориальные единицы были преобразованы в сельские округа.
1994—2006 гг. — деревня Ахтимнеевского сельского округа Талдомского района.
С 2006 года — деревня городского поселения Талдом Талдомского муниципального района Московской области.